# Équipe de Slovaquie espoirs de football
Maillots
L'équipe de Slovaquie espoirs de football est une sélection de joueurs de moins de 21 ans slovaques placée sous l'égide de la Fédération slovaque de football.

## Parcours au Championnat d'Europe de football espoirs
- 1996 : Non qualifiée
- 1998 : Non qualifiée
- 2000 : 4e
- 2002 : Non qualifiée
- 2004 : Non qualifiée
- 2006 : Non qualifiée
- 2007 : Non qualifiée
- 2009 : Non qualifiée
- 2011 : Non qualifiée
- 2013 : Non qualifiée
- 2015 : Non qualifiée
- 2017 : 1er tour
- 2019 : Non qualifiée
- 2021 : Non qualifiée
- 2023 : Non qualifiée
- 2025 : 1er tour

## Effectif actuel
Les joueurs suivants ont été appelés pour disputer les Barrages des Éliminatoires du Championnat d'Europe de football espoirs 2023 contre l'Ukraine les 23 et 27 septembre 2022.
Gardiens
- Ľubomír Belko
- Ivan Krajčírik
- Richard Ludha

Défenseurs
- Mikuláš Bakaľa
- Samuel Ďatko
- Sebastian Kóša
- Ivan Mesík
- Tomáš Nemčík
- Adam Obert
- Samuel Suľa
- Matúš Vojtko

Milieux
- Adam Goljan
- Jakub Kadák
- Samuel Lavrinčík
- Filip Lichý
- Patrik Myslovič
- Peter Pokorný
- Tomáš Suslov
- Dominik Veselovský

Attaquants
- Roland Galčík
- Adrián Kaprálik
- David Strelec
- Matej Trusa

## Article connexion
- Équipe de Tchécoslovaquie espoirs de football